# Redaktør
En redaktør er betegnelsen for en person der er ansat ved en avis, dagblad, ugeblad, eller andet medie, som har til formål at fastlægge og fastholde linjen for dettes indhold. Redaktøren har også det pressemæssige ansvar overfor lovgivningen, et ansvar, som ofte er uddelegeret til en ansvarshavende redaktør. Der findes desuden tit en chefredaktør, som har det overordnede ansvar for de samfulde ansatte redaktører.

## Ekstern henvisning
- Medieansvarsloven gengivet på Pressenævnets hjemmeside. Arkiveret 30. april 2007 hos  Wayback Machine

| Job | Spire Denne artikel om et job eller en stillingsbetegnelse er en spire som bør udbygges. Du er velkommen til at hjælpe Wikipedia ved at udvide den. |